# Llobàs
Llobàs (katal. für „Wölfe“) ist ein Filmdrama von Pau Calpe Rufat. Die Weltpremiere des Films, der auf dem Roman Lobisón von Ginés Sánchez basiert, fand im Oktober 2023 beim Internationalen Filmfestival Warschau statt. Der Kinostart in Spanien erfolgte Mitte Juli 2024.

## Handlung
Adrià und sein älterer Bruder Ramon ziehen mit einem Van von Dorf zu Dorf und von Stadt zu Stadt, ständig auf der Flucht. Adrià ist stumm, kann geschlossene Räume kaum ertragen, und wenn er angesprochen wird, fällt es ihm schwer seinem Gegenüber Aufmerksamkeit zu schenken. In Vollmondnächten kann der Junge nicht schlafen und wandert durch die Straßen. Er bekommt den Geruch von Blut in die Nase, bricht Hühnerställe auf und isst die Tiere roh. Ramon und Adrià haben noch fünf weitere Brüder, der stumme Junge ist jedoch der letzte und siebte Sohn ihres Vaters Zacarías, was ihn in ihrer Tradition zu einem Lobisón, einem Werwolf, macht.

## Literarische Vorlage
Der Film basiert auf dem Roman Lobisón von Ginés Sánchez. Dieser wurde mit dem Fnac ausgezeichnet, einem der wichtigsten spanischen Literaturpreise. Der 1967 in Murcia geborene Autor war viele Jahre als Rechtsanwalt tätig und arbeitete als Kolumnist der Zeitung La Verdad. Ab 2003 lebte Sánchez an verschiedenen Orten in Europa und Amerika. Weitere Werke des Spaniers sind Los Gatos Pardos, Between the Living, Two Thousand and Ninety-Six; Mujeres en la muerte und Las Alegres. Sein letzter Roman The Sea Behind wurde 2022 mit dem Gran Angular Prize für Jugendliteratur ausgezeichnet.
Der titelgebende „Lobisón“ ist eine haarige Kreatur, eine Mischung aus Wolf und Mann und damit die argentinische Version eines Werwolfs, ist aber auch in anderen südamerikanischen Kulturen und auch in Spanien bekannt. In der Mythologie der Guaraní war es das Schicksal des siebten und letzten Sohnes von Tau und Keraná, ein Lobisón zu werden.

## Produktion

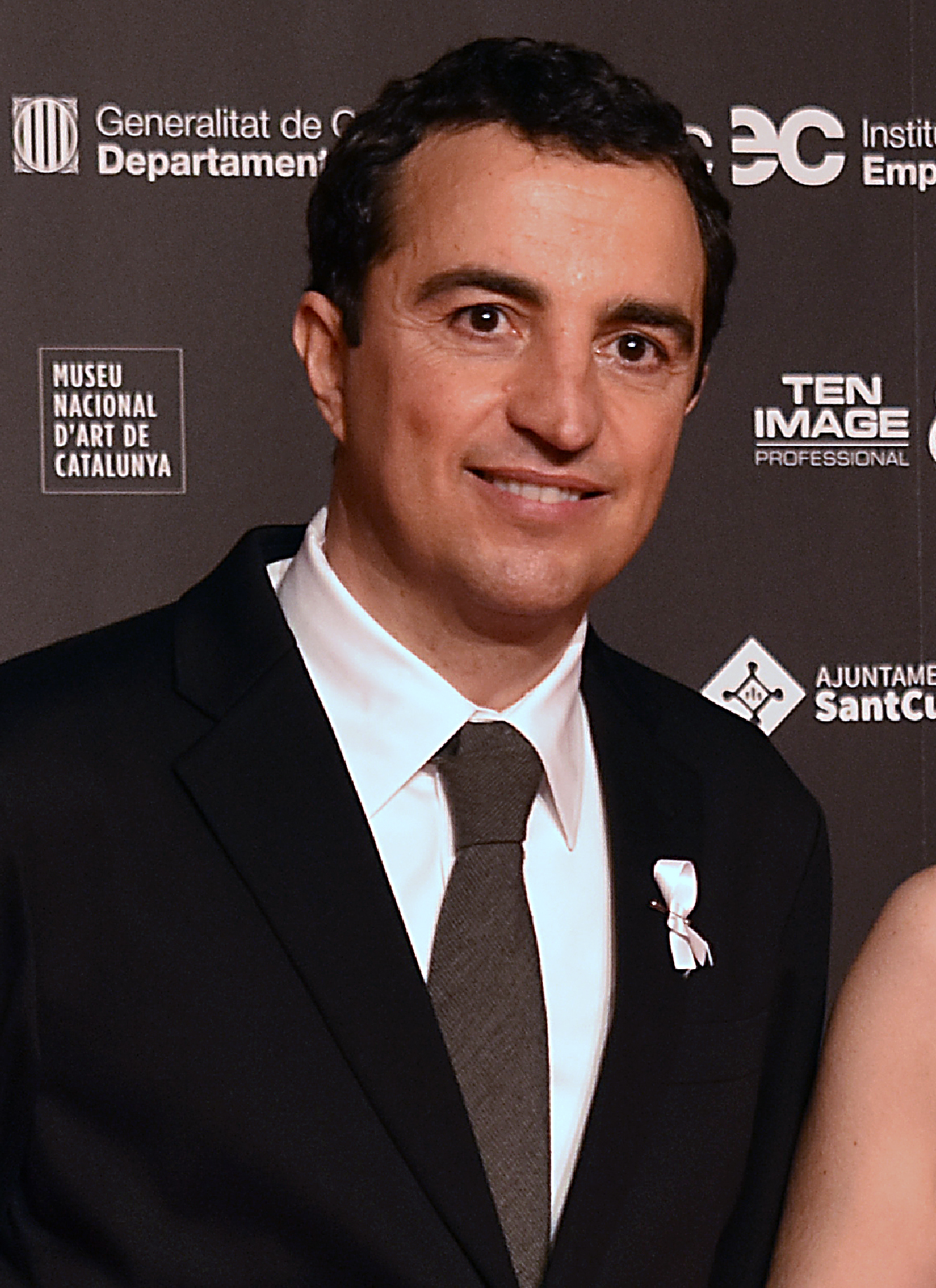
Regisseur Pau Calpe Rufat

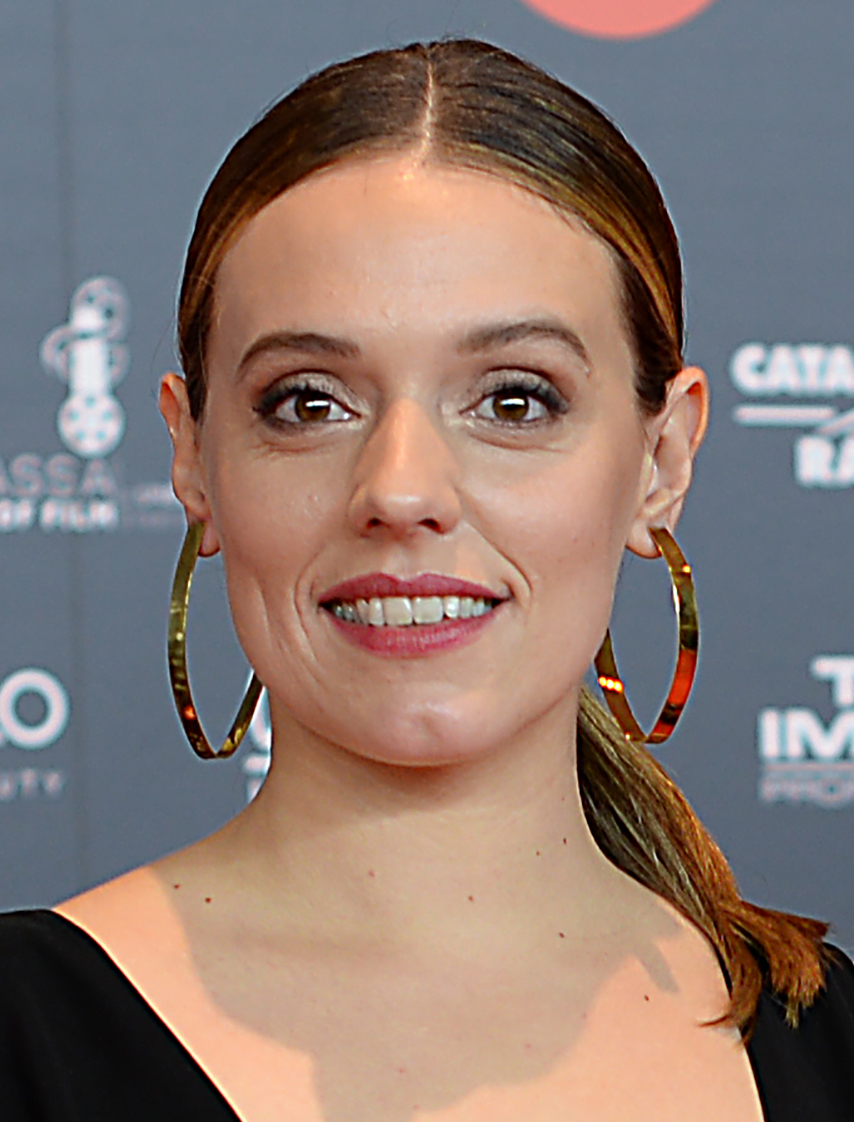
Maria Rodríguez Soto spielt Tona

Regie führte Pau Calpe Rufat. Llobàs ist sein zweiter Spielfilm nach Tros. Gemeinsam mit Nati Escobar Gutiérrez schrieb Pau Calpe Rufat auch das auf dem Roman von Sánchez basierende Drehbuch für Llobàs. Für den Regisseur solle der Film die Frage aufwerfen, ob sich Adrià verändern muss, um sich in die Gesellschaft einzufügen, oder ob er sich selbst treu bleiben soll. Dieser innere Kampf zwischen Anpassung und Authentizität sei das zentrale Thema des Films.
León Martínez spielt in der Titelrolle Adrià, Pol López seinen älteren Bruder Ramon und Maria Rodríguez Soto dessen letzte Partnerin Tona.
Die Dreharbeiten fanden vier Wochen lang in Spanien, in Sénia, im Ebro-Delta, Bel und Benicarló, statt. Kameramann Víctor Entrecanales war zuvor für eine Reihe spanischer Fernsehserien und mehrere Dokumentarfilme von Óscar Bernàcer tätig.
Die Weltpremiere von Llobàs fand am 13. Oktober 2023 beim Internationalen Filmfestival Warschau statt. Im Mai 2024 wurde der Film beim Marché du film vorgestellt. Der Kinostart in Spanien war am 17. Juli 2024.

## Auszeichnungen
Internationales Filmfestival Warschau 2023
- Nominierung im Internationalen Wettbewerb[1]